# IC 4178
IC 4178 — галактика типу Irr (іррегулярна галактика) у сузір'ї Гончі Пси.
Цей об'єкт міститься в оригінальній редакції індексного каталогу.